# Bugs Bunny: Crazy Castle 3
Bugs Bunny: Crazy Castle 3 (バックス・バニー クレイジーキャッスル3?) es un videojuego de Kemco para Game Boy Color publicado en enero de 1999. Es una secuela del videojuego The Bugs Bunny Crazy Castle aparecido en 1989 para NES y Game Boy.
- Datos: Q13580398